# Milijunaš
Milijunaš je osoba čije robno-novčano bogatstvo iznosi ili nadilazi vrijednost od milijun jedinica neke valute. U ovisnosti o državi i jakosti valute povezana je i razina ugleda i prestiža koju milijunaš u nekom društvu može ostvariti. S obzirom na raziličitu jakost valuta diljem svijeta, za određivanje statusa milijunaša obično se kao mjerilo uzima američki dolar. Tako u svijetu 2020. živi 13 milijuna milijunaša, najviše u Sjedinjenim Državama, i to u New Yorku.